# Kaizer Motaung Junior
Kaizer Motaung Junior (Johannesburg, 8 agosto 1981) è un ex calciatore sudafricano.
Motaung è il figlio di Kaizer Motaung, anch'egli ex-calciatore e presidente e fondatore dei Kaizer Chiefs.

## Carriera

### Club
Formatosi nel club fondato dal padre, Kaizer Motaung Junior nel 2001 si trasferisce in Germania per giocare con la seconda squadra del Monaco 1860 con cui gioca nella Fußball-Bayernliga 2001-2002, ottenendo il secondo posto finale. Stesso piazzamento sarà raggiunto anche la stagione seguente.
Nel 2003 torna al Kaizer Chiefs, con cui vincerà tre campionati sudafricani (2003-2004, 2004-2005 e 2012-2013).
Motaung lascia la carriera agonistica nel febbraio 2014.

### Nazionale
Motaung ha giocato cinque partite con la Nazionale Under-23 di calcio del Sudafrica.

## Palmarès
- Campionato sudafricano: 3

Kaizer Chiefs: 2003-2004, 2004-2005, 2012-2013